# Alcisthene
Alcisthene var en grekisk konstnär. Hon omnämns av Plinius den äldre under första århundradet efter Kristus som en av antikens främsta kvinnliga konstnärer. Han omnämner särskilt ett verk av henne, en målning av en dansare. 